# Jacob Fugger
Jacob Fugger dit « le Riche », né le 6 mars 1459 à Augsbourg, où il est mort le 30 décembre 1525, est l'entrepreneur le plus célèbre de la famille Fugger.
Il a commencé comme grossiste en tissu, est devenu banquier et entrepreneur minier. En tant que prêteur aux empereurs des Habsbourg, il exerça une grande influence politique. Il est considéré comme l'un des entrepreneurs les plus prospères de l'histoire économique mondiale. De son vivant, il devient l'homme le plus riche d'Europe,.

## Biographie
Héritier, comme ses frères aînés, du sens du commerce et du patrimoine de son père Jacob Fugger l'Ancien, il étend l'entreprise familiale vers la mer Adriatique via le port de Venise où il apprend la comptabilité en partie double. Il commence sa carrière par un apprentissage dans l'orfèvrerie et comme marchand au Fontego dei Tedeschi à Venise.
L'entreprise familiale s'est développée rapidement après que les frères Ulrich, George et Jacob Fugger ont conclu des transactions bancaires avec les Habsbourg et la Curie romaine, d'abord dans l'industrie minière du Tyrol et à partir de 1493 dans l'extraction de l'argent et du cuivre dans ce qui est aujourd'hui la République tchèque et la Slovaquie. En 1494, la société est transformée en l'une des premières sociétés en nom collectif d'Europe (une compagnia palese de droit italien). Dans le même temps, le nom a été changé en « Entreprise Ulrich Fugger et frères d'Augsbourg » pour indiquer que les trois frères impliqués avaient des droits égaux en matière commerciale.
Jacob Fugger a fait ses premières affaires dans l'industrie minière près de Salzbourg. Il a prêté de l'argent aux propriétaires indépendants de mines d'argent, qui avaient constamment besoin de capitaux. Cependant, il n'a pas fait émettre de billets à ordre pour cela - comme cela était habituel - mais a exigé le « Kuxe » (une sorte de participation dans les actifs d'un syndicat minier) et a pu utiliser cette participation pour forcer de plus en plus de sociétés minières à lui vendre directement l'argent-métal au lieu de le proposer à des intermédiaires.
Vers 1485, les Fugger fondèrent également un poste de traite à Innsbruck, à partir de 1510 à Hall, à partir de 1539 à Schwaz. Lorsque Sigismond d'Autriche, régent du comté de Tyrol, dut payer 100 000 florins de dommages et intérêts à Venise à la suite de la guerre, Jakob Fugger intervint en tant que financier. En 1488, les dettes du duc prodigue envers la famille Fugger s'élevaient à plus de 150 000 florins. En plus de cette somme, le mode de paiement était particulièrement remarquable. Jacob Fugger n'a pas versé l'argent au prince lui-même, mais aux créanciers. La cour et les artisans recevaient leur salaire directement et ponctuellement des Fugger. En conséquence, les Fugger avaient « temporairement droit à tout l'argent et le cuivre ». En 1517, par exemple, les Fugger procuraient environ la moitié du budget de l'État tyrolien.
Jacob Fugger rencontra pour la première fois Maximilien, le jeune roi germano-romain, en 1489 à la foire de Francfort. Sa décision de soutenir financièrement et donc politiquement le souverain, du même âge que lui, était basée sur l'idée que la maison de Habsbourg était la famille décisive pour l'avenir en Allemagne. En 1490, le roi contraint le duc Sigismond de Tyrol à démissionner à cause de sa mauvaise gestion ; il s'engage alors à rembourser tous les emprunts de son prédécesseur. Cela a fait de Jacob Fugger l'un des créditeurs les plus importants de Maximilien, qui lui vendit également des droits seigneuriaux sur le comté de Kirchberg et la seigneurie de Weissenhorn et quelques autres villes.
Jacob Fugger tient à contrôler son empire : ses succursales ou factoreries sont gérées par des facteurs/employés de la famille Fugger (ou souvent des membres de la famille). Le siège d’Augsbourg correspond régulièrement avec les facteurs et contrôle de près la comptabilité des succursales qui doivent tenir un journal (avec les affaires effectuées et rapportées quotidiennement), un livre de créance et un livre de caisse récapitulant les dépenses et les rentrées d’argent. À la fin de chaque année, on arrête les comptes dans chaque factorerie et on envoie les livres à Augsbourg, où ils sont convertis en florins rhénans pour être épluchés par Fugger lui-même. Celui-ci voyage régulièrement dans ses succursales. Matthäus Schwarz était le chef comptable.

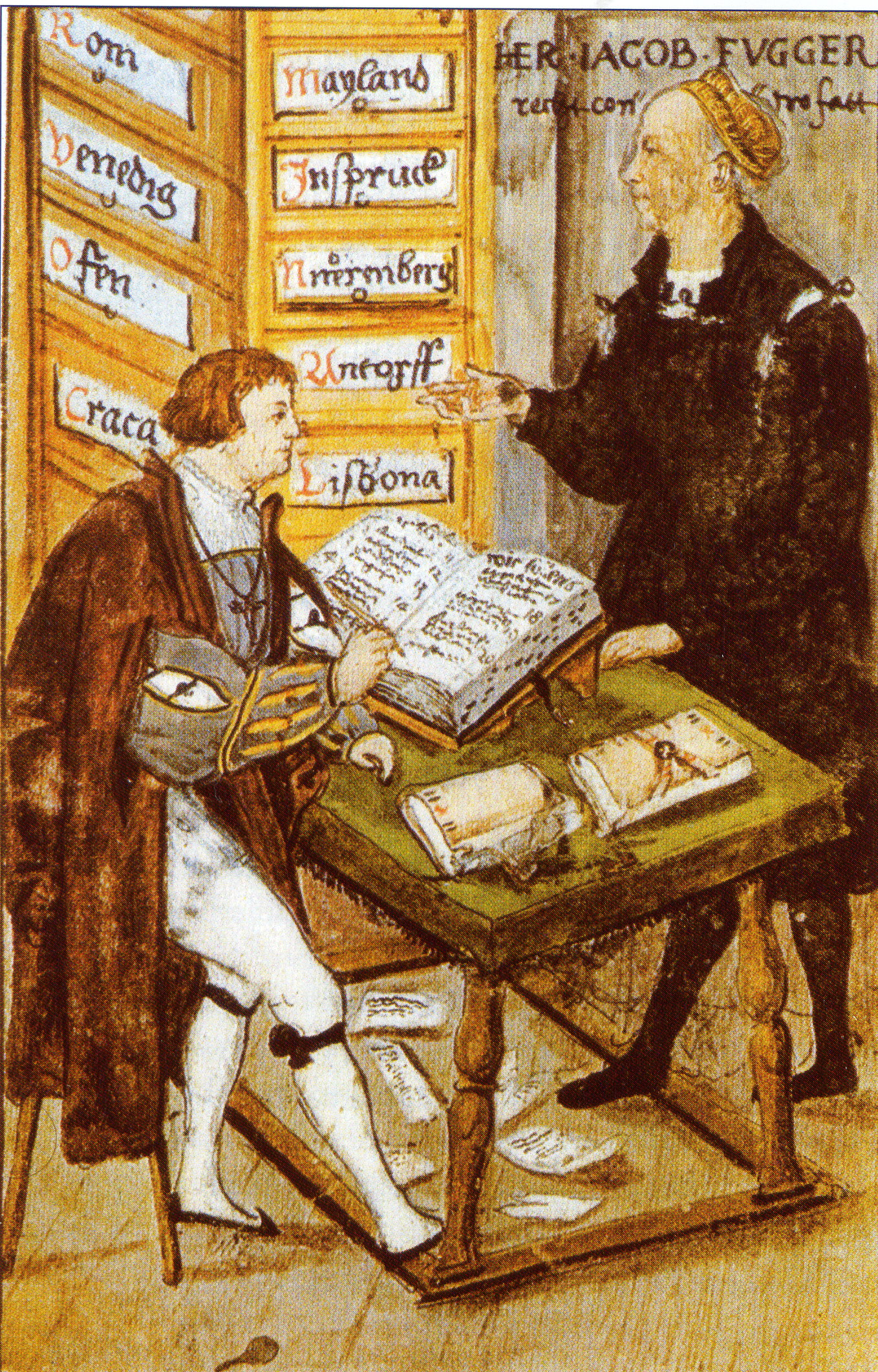
Jacob Fugger avec son comptable. Les dossiers derrière eux citent le nom des succursales de la maison Fugger, véritablement internationale : Rome, Venise, Cracovie, Lisbonne, Innsbruck, Nuremberg, etc.

Chaque succursale a un directeur, des comptables, des caissiers, des secrétaires… Ils sont employés par contrat pour une durée déterminée de 6 à 8 ans. Fugger déplace souvent ses directeurs pour les former et pour empêcher qu'ils ne nouent des liens personnels et professionnels dans une ville : ils n’ont pas le droit de faire des affaires pour leur propre compte.
Il met également sur pied un service régulier de renseignements, tellement efficace que l’empereur l’utilise pour acheminer son propre courrier. Ainsi, lors des négociations entre l'empereur Maximilien et le pape Jules II, en 1506 au sujet du couronnement de l'empereur à Rome, leur correspondance passe par l’agent des Fugger à Innsbruck. À cette occasion, il passe commande auprès d'Albrecht Dürer du tableau commémoratif, La Vierge de la fête du rosaire. En 1509, le courrier entre l’empereur et le roi de France pendant les guerres d'Italie passe par la succursale de Milan.
Bien connu dans toute l´Europe, il utilise une partie de ses revenus pour octroyer des prêts et financer des armées de mercenaires. En particulier, lors du financement de solde du premier contingent de la Garde suisse pontificale envoyé par la Confédération suisse à la demande du pape Jules II en 1506.
À la fin de sa vie, l'empereur Maximilien Ier était si lourdement endetté envers Jacob Fugger que le banquier d'Augsbourg fut forcé de maintenir son soutien aux Habsbourg afin de sécuriser ses créances. C’est donc lui qui fournira également à Charles Quint, petit-fils et successeur du défunt empereur et, par sa mère, roi d'Espagne, les sommes nécessaires à l’achat des votes des sept électeurs qui l'élisent empereur du Saint-Empire romain germanique dans les élections impériales de 1519. Il a financé à lui seul l'énorme somme de 545 585 florins sur un total de près de 852 000 florins en argent électoral. Il voulait ainsi empêcher l'élection du roi de France François Ier, ce qui aurait menacé ses créances monétaires.
En récompense, sa famille est anoblie en 1511, l'empereur leur octroie la noblesse d'Empire, puis en 1514 à Jacob le titre héréditaire de comte du Saint-Empire. Celui reçoit également des droits souverains sur ses terres, en particulier le droit de battre monnaie. En 1521, Jacob Fugger finança le mariage du frère de Charles, Ferdinand Ier, avec Anne de Bohême et de Hongrie. Quelques années plus tard, le mariage fait tomber Hongrie et la Bohême dans les mains des Habsbourg.

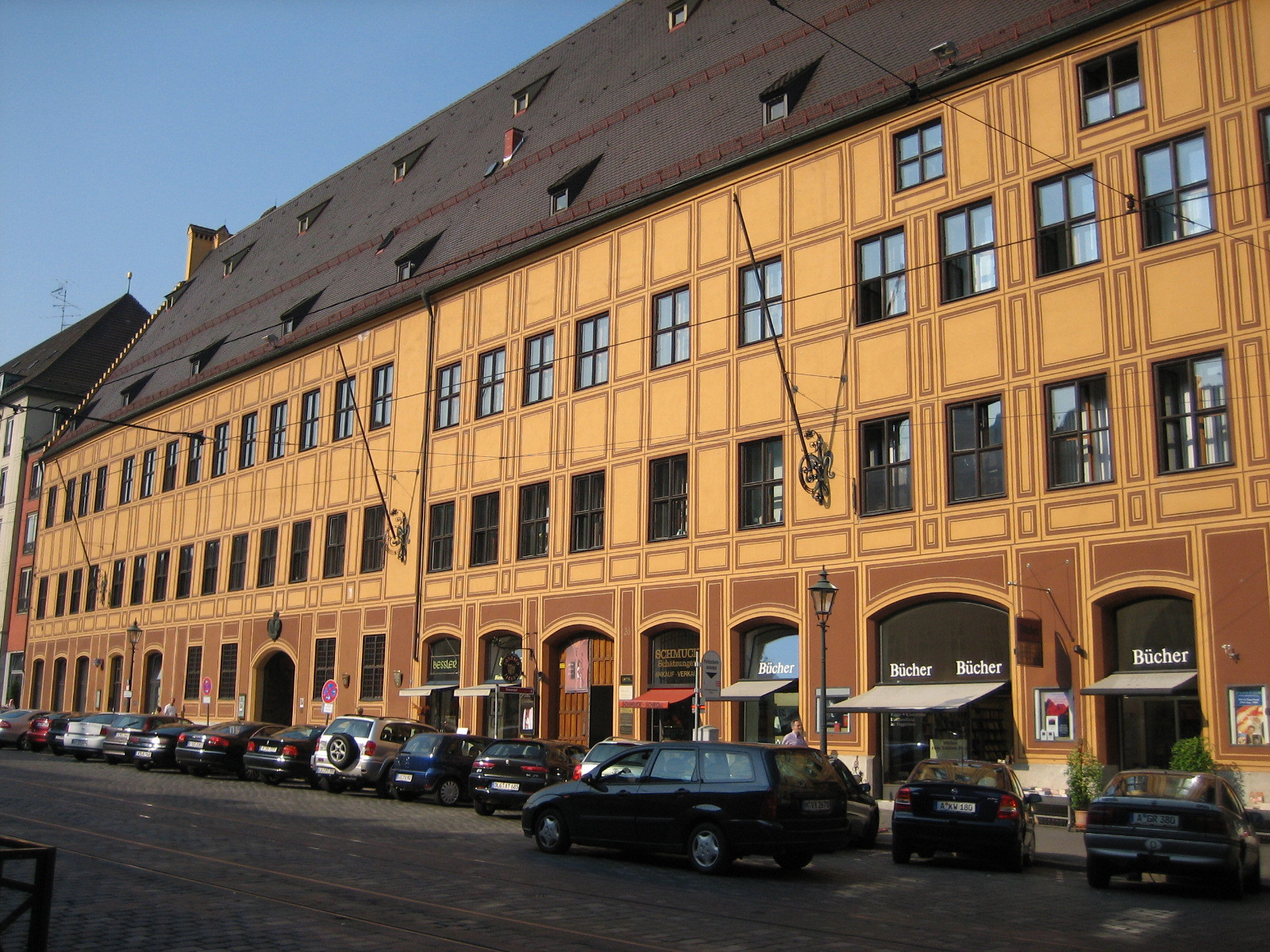
La Maison Fugger à Augsbourg, ancien siège de la société commerciale, construite par Jacob Fugger entre 1512 et 1515 sur l'axe principal d'Augsbourg, la Maximilianstrasse, l'ancienne Via Claudia Augusta. À l'intérieur du complexe se trouvent plusieurs grandes cours.

En garantie des emprunts qu'il avait consentis aux Habsbourg ainsi qu'au roi de Hongrie, il se fit transférer les revenus miniers du Tyrol (exploitation de Schwaz) et les droits miniers de la Haute-Hongrie. De cette manière, la société minière acquit finalement une position dominante dans le commerce du cuivre dans le Saint-Empire romain germanique. Pour le transport vers la mer Baltique, Jacob Fugger fit construire une nouvelle route au-dessus du col de Jablunka, par laquelle les livraisons de cuivre étaient transportées vers les ports à Danzig, Stettin et Lübeck. De là, le cuivre de la Haute-Hongrie était expédié via Anvers à Lisbonne, où il représentait le gros des exportations portugaises vers l'Inde. Le cuivre de Fugger de Neusohl atteignait le marché du cuivre de Venise via les ports adriatiques de Trieste. En 1502, les Fugger entrent dans l'extraction de l'or en Silésie. La production de cuivre slovaque représentait alors près de 40 % de la production européenne de cuivre. 40 % du cuivre européen provenait du Tyrol, où les Fugger dominaient largement le marché. La société d'Augsbourg occupait ainsi une position dominante dans le commerce du cuivre en Europe, mais pas un monopole. À partir de 1525, les Fugger possédaient les droits d'exploitation du mercure et du cinabre dans la mine d'Almadén en Espagne. En 1524, Jacob Fugger a participé à l'une des premières expéditions commerciales espagnoles aux Moluques. En 1521, il fonde avec la Fuggerei le plus vieil ensemble de logements sociaux du monde existant encore.
Jacob Fugger a involontairement joué un rôle indirect mais significatif dans le lancement de la Réforme protestante. Pour Martin Luther, la raison de l'affichage des 95 thèses en 1517, considérées comme le début de la Réforme, était la vente d'indulgences par l'archevêque-prince-électeur de Mayence Albert de Brandebourg pour financer l'achat de sa charge. En 1513, Albert emprunta 20 000 florins à Jacob Fugger pour payer les frais de confirmation à la Curie de Rome, une méthode courante de simonie. Son prédicateur mandaté, Johann Tetzel, est apparu sur les marchés et a vendu des indulgences comme des marchandises douteuses. Après la Diète d'Augsbourg de 1518, Martin Luther dut répondre de ses thèses dans la Maison Fugger devant le cardinal Thomas de Vio, mandaté par le Pape. Dans les années qui suivirent, la Réforme s'étendit aux villes allemandes, dont Augsbourg. L'arrivée de la réforme à Augsbourg suscite chez les Fugger une opposition farouche, contrairement à l'autre grande famille banquière d'Augsbourg, les Welser, qui deviennent les chefs du parti protestant dans la ville. Cependant, la fidélité des Fugger à la  foi catholique leur assure la bonne volonté des Habsbourg, empereurs romains et souverains d'une grande partie de l'Europe centrale ainsi que rois d'Espagne et des colonies américaines (à partir de 1556 séparés en deux lignées) qui leur ont accordé les lucratifs droits miniers et constituaient d'importants débiteurs.
Peu de temps avant sa mort, il désigne Anton Fugger, un de ses neveux, comme successeur.
Entre son bilan de 1511 et son bilan de 1527, la société a pu faire passer son capital d'un peu moins de 200 000 florins à plus de 1,8 million de florins. La société n'a pas atteint son apogée d'actifs sociaux sous Jacob Fugger le Riche, mais sous son neveu et successeur Anton Fugger : En 1546, le bilan de l'entreprise familiale indiquait un capital commercial d'environ 5 millions de florins (ce qui dépasse, en comparaison, le chiffre d'affaires cumulé des 30 compagnies listées de nos jours au DAX), soit 2 570 256 florins [réf. nécessaire] (à titre de comparaison, un ouvrier qualifié allemand gagne 33 florins par an, un manœuvre 15 florins par an).

## Dans les arts et la culture populaire

### Filmographie

#### Télévision

##### Documentaire
- 2011 : La Saga des Fugger, banquiers de l'empereur de Werner Köhne[6].